# Anna von Magnis
Anna von Magnis (ur. 1850, zm. 1901) – hrabianka, działaczka społeczna, fundatorka sierocińca pw. Aniołów Stróżów w Ścinawce Dolnej.

## Życiorys
Urodziła się w 1850 roku w Bożkowie jako córka hrabiego Philippa von Magnisa oraz jego żony Octavii von Leutrum-Ertingen. Znana była ze swojej działalności społecznej dla lokalnych mieszkańców. W latach 1886–1887 ufundowała z młodszą siostrą Sophie szpital świętego Józefa w Ścinawce Dolnej.  Opiekę na chorymi powierzono siostrom franciszkankom szpitalnym z Domu św. Maurycego z Münster. Jednak jej najważniejszym dziełem była budowa w 1893 roku, w pobliżu szpitala dwupiętrowego sierocińca pw. św. Anioła Stróża. Był on przeznaczony dla około 40 wychowanków. Przez kolejne siedem lat swojego życia pełniła funkcję kierowniczki sierocińca. Zmarła w 1901 roku. powierzając przed swoją śmiercią opiekę nad ośrodkiem siostrom świętej Jadwigi z Wrocławia.

## Bibliografia

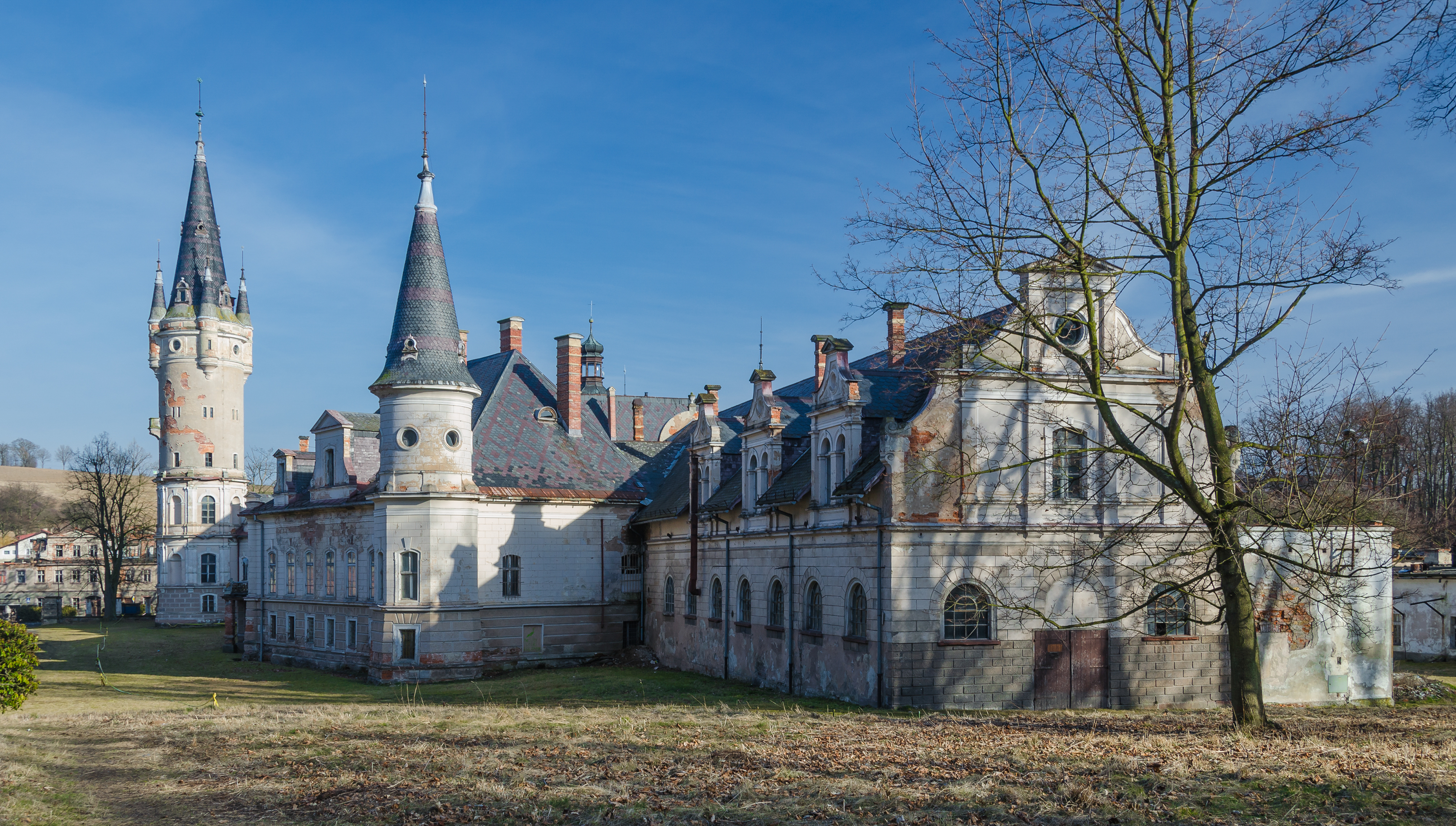
Pałac w Bożkowie – główna siedziba rodu Magnisów
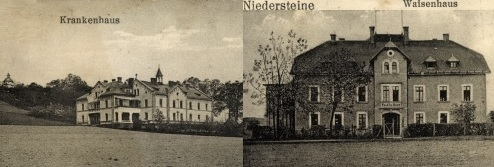
Szpital i sierociniec na stoku Sobkowej Góry
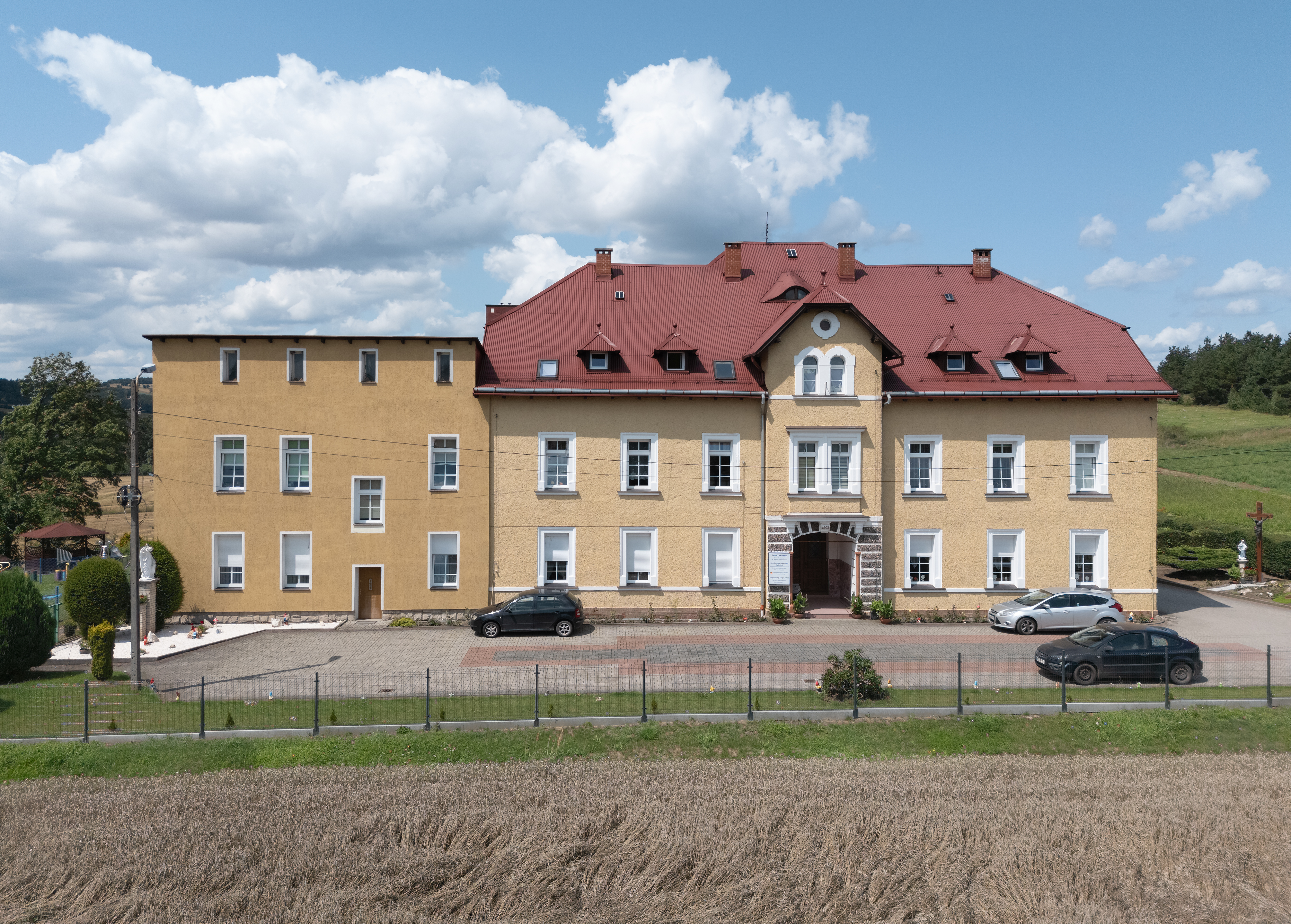
Dawny szpital, DPS dla przewlekle psychicznie chorych w Ścinawce Dolnej